# Linia kolejowa nr 861
Linia kolejowa nr 861 – pierwszorzędna, jednotorowa, zelektryfikowana linia kolejowa łącząca rejon ŻrA z rejonem ŻrB na stacji Żurawica.
Linia umożliwia eksploatację rejonów ŻrA oraz ŻrB przez pociągi towarowe jadące zarówno z kierunku Rzeszowa, jak i Przemyśla.